# Thomas Marschak
Thomas Andrew Marschak (geboren 31. Mai 1930 in Heidelberg; gestorben 31. Januar 2024 in Oakland) war ein US-amerikanischer Ökonom.

## Leben
Thomas Marschak war ein Sohn des Ökonomen Jacob Marschak und der Psychologin Marianne Berta geb. Kamnitzer (1901–1993), seine Schwester Ann Jernberg (1928–1993) wurde ebenfalls Kinderpsychologin. Nach der Machtübergabe an die Nationalsozialisten 1933 floh die Familie nach England und bei Kriegsbeginn 1939 nach New York City, wo sein Vater an der New School for Social Research Arbeit fand. 1943 zog die Familie nach Chicago, wo er die Laborschule an der University of Chicago besuchte, mit einem Abschluss als B.A. im Jahr 1947. Zu Hause verkehrten unter den Besuchern seines Vaters Leo Szilard, Hyman Goldsmith, Isaac Stern und Edward Teller. 
Marschak studierte Ökonomie an der Stanford University, wo er 1952 einen M.A. machte und 1957 promoviert wurde. Er arbeitete ab 1954 zunächst als Ökonom bei der RAND Corporation in Santa Monica bei Charles J. Hitch und ab 1960 als Berater.  Marschak war ab 1956 mit der Ökonomin Dorothy Marschak verheiratet, sie hatten drei Kinder, in zweiter Ehe mit Meredith Marschak hatte er nochmals zwei Kinder. Im Jahr 1960 erhielt er eine Stelle als Assistant Professor an der Haas School of Business der University of California, Berkeley, 1962 wurde er Associate Professor und 1967 Full Professor. Seine Gebiete waren Unternehmensorganisation, Hierarchiestufen, Ressourcenallokation, Forschung und Entwicklung in betriebswirtschaftlicher Hinsicht, Netzplantechnik und die Informationstechnologie seit ihren Anfängen. Marschak hatte 1962/63 ein Forschungsstipendium der Ford Foundation, er war 1965/66 Fulbright-Stipendiat und auch Guggenheim Fellow und wurde Fellow der Econometric Society.

## Schriften (Auswahl)
- Centralization and Decentralization in Economic Organization. Stanford, 1957
- A Spatial Model of U.S. Petroleum Refining. Santa Monica, 1958
- Kenneth J. Arrow, Leonid Hurwicz, Hirofumi Uzawa, Hollis B. Chenery, Selmer M. Johnson, Samuel Karlin, Thomas Marschak, Robert M. Solow: Studies in linear and non-linear programming. Stanford University Press, Stanford 1958
- Theory and policy in the French nationalized industries. 1960
- Thomas Marschak; Thomas K. Glennan[1]; Robert Summers: Strategy for R. D., studies in the microeconomics of development : A Rand Corp. research study. New York: Springer, 1967
- Thomas Marschak; Reinhard Selten: General equilibrium with price-making firms. New York: Springer, 1974
- Thomas Marschak; Reinhard Selten: Convolutions, inertia supergames, and oligopolistic equilibria. Bielefeld: Inst. für Mathemat. Wirtschaftsforschung, 1975
- Thomas Marschak; Stefan Reichelstein: Informational Efficiency, and Hierarchies, in: Journal of Economic Theory, 1998, S. 106–141